# Politique linguistique de l'Union européenne
 (juillet 2010).
La politique linguistique de l'Union européenne concerne la politique menée par l'Union européenne  officiellement et dans la pratique en ce qui concerne l'usage des langues dans les institutions européennes et la promotion de leur enseignement au sein des États membres. Cette politique a un effet essentiel sur le bon fonctionnement de l'UE, et sur la reconnaissance symbolique et réelle attribuée à chaque langue parlée dans l'Union. L'enjeu est beaucoup plus important que les langues elles-mêmes. La communication et la traduction sont ce qui rend l'UE possible. De nombreux facteurs influencent la politique linguistique : le poids économique des langues, la domination croissante de l'anglais dans la mondialsation et en Europe après 1995 et les derniers élargissements, la politique linguistique de l'UE, des États et parfois des régions, la localisation des institutions...

## Diversité linguistique dans l'Union européenne
La plupart des États ont une langue nationale unique ou principale. 24 d'entre elles, sur 27 États après le Brexit, sont reconnues comme langue officielle et langue de travail par l'UE. Trois États partagent leurs langues officielles avec d'autres : Belgique, Luxembourg, Chypre.
Il y a une forte inégalité de ces langues par le nombre de locuteurs natifs dans l'UE. Dans l'ordre décroissant, approximativement, en 2022 (arrondi au million) : allemand, 92 millions (M) ; français, 73 M ; italien, 60 M ; espagnol, 47 M ; polonais , 40 M ; néerlandais, 24 M ; roumain, 20 M ; tchèque 11 M ; suédois, 10 M ;  hongrois, 10 M ; grec, 10 M ; portugais, 10 M ; bulgare, 7 M ; danois, 6 M ; finlandais, 5 M ; slovaque, 5 M. Les huit autres langues ont moins de 5 millions de locuteurs natifs dans l'UE : croate, slovène, lituanien, letton, estonien, irlandais, maltais. L'Irlande et Malte déclarent toutefois aussi l'anglais comme langue officielle. Les langues de la famille indo-européenne, divisées principalement en trois sous-familles romane (46 %), germanique (32 %) et slave (15 %) incluant 95 % du total.
La population de l'UE étant de 446 M en 2022, les trois premières langues cumulées sont parlées par environ 50 % de la population de l'UE, les cinq premières par 70 %, les sept premières par 80 %, les douze premières par 92 %.
Quatre de ces langues sont davantage parlées en dehors de l'UE : anglais, espagnol, français qui sont des langues de travail de l'ONU et portugais, langue de travail de l'OEA (Amériques) et OUA (Afrique).

## Gestion du multilinguisme
Le multilinguisme poserait en pratique des difficultés, s'il s'agissait d'adopter comme langues de travail procédurales, dites aussi langues administratives internes, l'ensemble des langues de l'Union européenne au niveau des institutions centrales. En fait, la plupart des vingt-quatre langues officielles sont employées principalement pour la diffusion des textes juridiques dans les États-membres.

## Politique de jure en faveur d'un multilinguisme institutionnel équitable

### Base juridique
Dans une Union européenne fondée sur la devise «Unie dans la diversité», les langues sont l’expression la plus directe de notre culture. La diversité linguistique est une réalité dont le respect constitue une valeur fondamentale de l’Union européenne. L’article 3 du traité sur l’Union européenne (traité UE) dispose que l’Union «respecte la richesse de sa diversité culturelle et linguistique». L’article 165, paragraphe 2, du traité sur le fonctionnement de l’Union européenne (traité FUE) souligne que l’action de l’Union vise «à développer la dimension européenne dans l’éducation, notamment par l’apprentissage et la diffusion des langues des États membres», tout en respectant pleinement la diversité culturelle et linguistique (article 165, paragraphe 1, du traité FUE).
La Charte des droits fondamentaux de l’Union européenne interdit la discrimination fondée sur la langue (article 21) et impose à l’Union l’obligation de respecter la diversité linguistique (article 22).
Le premier règlement, qui date de 1958 et qui fixait le régime linguistique de la Communauté économique européenne, a été modifié au fil des adhésions successives à l’Union européenne et définit les langues officielles de l’Union européenne[1], avec l’article 55, paragraphe 1, du traité UE. Les dispositions de ce règlement et de l’article 24 du traité FUE prévoient que chaque citoyen de l’Union européenne peut écrire à toute institution ou tout organe de l’Union dans une de ces langues et recevoir une réponse rédigée dans la même langue.

### Objectifs
La politique linguistique de l’Union européenne repose sur le respect de la diversité linguistique dans tous les États membres et sur la création d’un dialogue interculturel dans l’ensemble de l’Union. Afin de mettre en pratique le respect mutuel, l’Union encourage l’enseignement et l’apprentissage des langues étrangères et la mobilité des citoyens grâce à des programmes consacrés à l’éducation et à la formation professionnelle. Les connaissances linguistiques sont considérées comme des compétences de base qu’il est souhaitable que tous les citoyens de l’Union européenne acquièrent pour accroître leurs chances de formation et d’emploi. 

### Dans les traités de l’Union européenne
L'Union européenne a comme objectif officiel le multilinguisme. Dans ses institutions, elle prend en compte l'influence stratégique de la politique linguistique, chaque langue administrative d'un pays membre étant aussi une langue officielle de l'Union.
Dans le cadre de son action visant à promouvoir la mobilité et la compréhension entre les cultures, l’Union européenne a fait de l’apprentissage des langues une grande priorité. Le multilinguisme est, pour l’Union, un facteur déterminant de la compétitivité européenne. Aussi l’un des objectifs de la politique linguistique de l’Union européenne est-il que tous les citoyens de l’Union maîtrisent deux autres langues en plus de leur langue maternelle.

#### Traité de Maastricht
« Tous les textes relatifs à la politique étrangère et de sécurité commune qui sont présentés ou adoptés lors des sessions du Conseil européen ou du Conseil ainsi que tous les textes à publier sont traduits immédiatement dans toutes les langues officielles de la Communauté ».
Comme le commente le rapport de l'Assemblée nationale, « ce régime, adopté notamment à la demande de l'Allemagne, implique donc l'établissement de versions de tous les documents dans les onze langues officielles de l'Union européenne », aujourd'hui 24 langues

#### Traité d'Amsterdam (1999)
« Tout citoyen de l'Union peut écrire à une institution ou organe […] dans l'une des langues […] et recevoir une réponse rédigée dans la même langue » (art. 21 CE).

### Charte des droits fondamentaux
Il s'agit là d'un droit fondamental, constitutif de la citoyenneté européenne.
Article 21-1 Non-discrimination

« Est interdite, toute discrimination fondée notamment sur le sexe, la race, la couleur, les origines ethniques ou sociales, les caractéristiques génétiques, la langue, la religion ou les convictions, les opinions politiques ou toute autre opinion, l'appartenance à une minorité nationale, la fortune, la naissance, un handicap, l'âge ou l'orientation sexuelle. »

Article 22

« L'Union respecte la diversité culturelle, religieuse et linguistique. »

Article 41-4

« Toute personne peut s'adresser aux institutions de l'Union dans une des langues des traités et doit recevoir une réponse dans la même langue. »

### En matière d'enseignement
Le Conseil de l'Union européenne a adopté le 31 mars 1995, une résolution (réaffirmée par la suite) énonçant que les élèves devraient avoir, en règle générale, la possibilité d'apprendre deux langues de l'Union européenne autres que leur(s) langue(s) maternelle(s). Les déclarations du conseil ou du Parlement européen vont toutes dans ce sens du soutien théorique à la diversité linguistique et au plurilinguisme dans l'Union.
Dans sa contribution au sommet social pour une croissance et des emplois équitables qui s’est tenu le 17 novembre 2017 à Göteborg (Suède), la Commission a exposé l’idée d’un «espace européen de l’éducation» où, d’ici à 2025, «parler deux langues en plus de sa langue maternelle serait devenu la norme» (voir la communication). L’Union œuvre également aux côtés des États membres pour protéger les minorités, en se fondant sur la charte européenne des langues régionales ou minoritaires du Conseil de l’Europe

## Politique de facto en faveur d'un multilinguisme hiérarchisé
Toutes les langues de travail peuvent être utilisées pour correspondre avec les institutions de l'UE. Mais les inégalités de poids économique, politique, etc des langues influent largement  sur leur poids dans l'enseignement et dans le fonctionnement quotidien des institutions

### L'inégalité concernant l'apprentissage des langues étrangères
En 2019 selon Eurostat,la répartition, en % des élèves de lycée  est la suivante (Monde diplomatique, Manière de voir, Le pouvoir des langues) 96,4 % apprennent l'anglais, 26,4 % l'espagnol, 21,8 % le français, 20,3 % l'allemand, 3,3 % l'italien, 2,6 % le russe, 0,6 % le chinois, 0,1 % le portugais et 0,1% l'arabe. En tête arrive très nettement l'anglais suivi des 4 langues les plus parlées de l'UE après le Brexit. Les lycéens apprennent souvent en deuxième langue étrangère celle de leur voisin important, par exemple allemand en Europe centrale, russe dans les pays baltes, français dans la majorité des pays d'Europe occidentale.

#### Difficulté de la promotion du trilinguisme dans l’enseignement
En matière d'enseignement, nombre de spécialistes doutent que l'Union atteigne un jour son objectif  d'Européen trilingue. En pratique, l'anglais est systématiquement l'une de ces deux langues, et en général la première. L'apprentissage de l'anglais étant considéré par beaucoup comme une nécessité, l'apprentissage d'une troisième langue passe au second plan. Une loi italienne du 17 octobre 2005 rend cet état de fait explicite en prenant pour objectif de former des italiens bilingues italien-anglais, et en permettant aux parents de décider de consacrer à l'anglais toutes les heures prévues pour la deuxième langue communautaire. Cette loi, contestée notamment par les enseignants de langues autres que l'anglais et en contradiction avec les préconisations de l'UE, n'a toutefois pas encore été appliquée.

### L'inégalité concerne aussi les langues procédurales.
Un usage croissant de l'anglais dans les situations informelles s'impose. Jusqu'aux années 80, la langue procédurale principale utilisée dans les instances de la CEE puis de l'UE est le français. Au fur et à mesure des élargissements, surtout après 1995 (Suède, Finlande, Autriche) et 2004 (10 pays principalement d'Europe centrale), la place de l'anglais va devenir de plus en plus hégémonique.
Certains États de l'Union européenne acceptent l'usage exclusif de l'anglais dans les documents scientifiques (voir protocole de Londres). D'autres, comme la France, protègent leur patrimoine linguistique (loi relative à l'usage de la langue française).
Ceci doit se traduire par des usages différenciés de chaque langue[réf. nécessaire], soit comme langue officielle, soit comme langue de travail.

#### Prévalence de certaines langues dans les institutions européennes
Les collaborateurs et les hauts fonctionnaires des institutions européennes se comprennent actuellement par principalement l'anglais et le français. Qui ne parle pas l'anglais ou le français, en vigueur dans les sièges de certaines institutions européennes, est désavantagé. Par exemple on ne peut répondre à de nombreux appels d'offres européens qu'en anglais et parfois de plus en plus rarement en français, ce qui désavantage les citoyens de l'Union ayant une autre langue maternelle.
Le français a été pendant longtemps la principale langue procédurale de la Communauté européenne. Mais depuis l'élargissement de 1995, et le remplacement de la Commission Delors par la Commission Santer, le français a été progressivement supplanté par l'anglais, comme le montre le tableau des langues des textes primaires de la Commission européenne de 1986 à 2007 (en %) :

##### Traductions des documents écrits
| Année | Français | Anglais | Allemand | Autres |
| ----- | -------- | ------- | -------- | ------ |
| 1986  | 56       | 26      | 11       | 5      |
| 1989  | 49       | 30      | 9        | 12     |
| 1991  | 48       | 35      | 6        | 11     |
| 1996  | 38,5     | 44,7    | 5,1      | 11,7   |
| 1997  | 40,4     | 45,3    | 5,4      | 8,9    |
| 1998  | 37       | 48      | 5        | 10     |
| 1999  | 35       | 52      | 5        | 8      |
| 2000  | 33       | 55      | 4        | 8      |
| 2001  | 30       | 57      | 4        | 9      |
| 2002  | 29       | 57      | 5        | 9      |
| 2003  | 28       | 59      | 4        | 9      |
| 2007  | 12,3     | 73,5    | 2,4      | 11,8   |
| 2008  | 11,8     | 72,5    | 2,7      | 13     |

| Le graphique qui aurait dû être présenté ici ne peut pas être affiché car il utilise l'ancienne extension Graph, désactivée pour des questions de sécurité. Des indications pour créer un nouveau graphique avec la nouvelle extension Chart sont disponibles ici . |
| Source : Union européenne (ISBN 978-92-79-08850-6), doi: 10.2782/18154 |

| Le graphique qui aurait dû être présenté ici ne peut pas être affiché car il utilise l'ancienne extension Graph, désactivée pour des questions de sécurité. Des indications pour créer un nouveau graphique avec la nouvelle extension Chart sont disponibles ici . |
| Source : On europe . |

En 2001, 56,8 % des pages reçues par la Commission européenne étaient écrites en anglais, et 29,8 % étaient écrites en français.

##### Interprétation des conversations
| Le graphique qui aurait dû être présenté ici ne peut pas être affiché car il utilise l'ancienne extension Graph, désactivée pour des questions de sécurité. Des indications pour créer un nouveau graphique avec la nouvelle extension Chart sont disponibles ici . |
| Source : DG Interpretation – (SCIC) . |

##### Place de la langue française
Il existe une politique de promotion du français dans l'Union européenne, avec le « Plan pluriannuel d’action pour le français » mis en place en 2002 entre les gouvernements français, luxembourgeois et la Communauté française de Wallonie-Bruxelles, avec le concours de l’Organisation internationale de la francophonie.
La langue française garde une certaine prééminence dans les usages diplomatiques et juridiques[réf. nécessaire].

#### Entorse au multilinguisme
De nombreuses offres d'emplois de la Commission exigent des candidats qu'ils aient comme langue maternelle l'anglais (English mother tongue ou English native speaker), ce qui élimine très souvent les candidats ayant l'anglais comme langue d'étude, même à un excellent niveau, et engendre une discrimination entre les citoyens des pays anglophones et les autres.

### Gestion de la langue sur les sites internet
Il existe des méthodes pour gérer la langue sur la Toile. La commission européenne élabore de nombreux dossiers (livres blancs), directives et règlements), et met à disposition l'information sur des sites internet. Il s'agit donc pour les membres des institutions européennes de travailler entre eux et avec des partenaires extérieurs pour élaborer ces documents, puis de les communiquer dans les langues officielles des États-membres de l'Union européenne.
Sur certains sujets très importants touchant à l'environnement (comme l'EMAS), la Commission européenne ne met à disposition l'information qu'en anglais.
Il est nécessaire de prendre connaissance des méthodes de gestion des langues d'une façon adaptée aux besoins et dispositions juridiques qui peuvent s'appliquer dans différents pays.

## Propositions de gestions différentes

### Rapport Grin
Ces difficultés conduisent à explorer d'autres scénarios linguistiques pour l'Europe. Le rapport Coûts et justice linguistique dans l'élargissement de l'Union européenne de François Grin, professeur de l'université de Genève, (rapport n° 19, septembre 2005) a été établi à la demande du Haut conseil de l'évaluation de l'école.
Ce rapport étudie trois scénarios différents.

#### Système de type hégémonique
La situation linguistique de l'Europe est instable et tend vers la domination d'une langue hégémonique. Le scénario concerne en pratique l'anglais, mais serait identique si une autre langue nationale, comme le français ou le letton, venait à prendre un rôle prépondérant.
Cette tendance est théorisée par le modèle de Van Parijs qui se place au niveau des comportements individuels qu'il juge préoccupés d'acquérir une langue « utile » (en Europe, l'anglais). Faisant appel à la théorie des jeux, il montre une tendance vers un "maximin [sic]" où chacun a intérêt à se rabattre, toutes autres choses égales par ailleurs, sur la langue dans laquelle le niveau de compétence du plus « faible » des partenaires est le moins faible ; en d’autres termes, on cherchera la langue dans laquelle le niveau minimal parmi tous les participants est maximal – d’où le terme de maximin, qui résume l’idée de « maximiser le minimum. ». Comprenant qu'une langue est susceptible d'offrir le plus souvent ce "maximin", les acteurs individuels y consacrent leur énergie pour ne pas être exclu des communications, et créent ainsi une dynamique dans laquelle la langue qui se détache assure de plus en plus souvent ce "maximin" au point de devenir hégémonique.
L'inconvénient de ce scénario réside dans les grossières inégalités qu'il engendre entre les pays
anglophones et les autres (85 % et après le Brexit 99% de la population de l'UE). Le rapport Grin évalue à 17 milliards d'euros l'économie que réalise chaque année l'Angleterre du fait de la prédominance actuelle de l'anglais. Ce chiffre, jugé prudent par l'auteur du rapport, se répartit dans quatre grands postes :
1. les marchés privilégiés (enseignement de la langue concernée, traduction et interprétation vers celle-ci, édition et révision de textes dans cette langue, fourniture à l’étranger de matériel pédagogique pour son enseignement) ;
2. l’économie d’effort dans la communication ;
3. l’économie d’effort dans l’enseignement des langues étrangères (l'Angleterre dépense près de quatre fois moins que la France dans son système éducatif pour enseigner les langues) ;
4. les rendements de l’économie réalisée sur cet enseignement.

#### Système de type oligopoliste
Il s'agit de joindre à l'anglais une deuxième langue étrangère, essentiellement français, espagnol, allemand. Les zones de diffusion de ces langues étant marquées, ce système dériverait progressivement vers le "tout-anglais".

#### Recours à unelangue véhiculaire
Le troisième scénario consiste à compléter le multilinguisme par le recours à une langue véhiculaire neutre et rapide à apprendre.
Même si quelques langues auxiliaires internationales sont parfois citées, le Rapport Grin conclut en faveur de l'apprentissage de l'espéranto, "qui a réussi à en devenir vraiment une". Elle est de très loin la plus parlée et la plus écrite. Cette langue y est jugée comme la plus économique, la plus facile à apprendre et neutre politiquement parlant. C'est de plus un accélérateur multilingue qui permet d'apprendre plus vite et mieux d'autres langues.

### Autres propositions

#### Latin
Plusieurs institutions européennes emploient le latin dans leur logo : que ce soit le Parlement européen (Parlamentum Europaeum), la Cour de justice (Curia), la Cour des comptes (Curia Rationum). Le Conseil de l'Union quant à lui utilise le mot « consilium » dans son adresse web. La devise de l'Union européenne était initialement rédigée officiellement en latin (« in varietate concordia »), dans le Traité constitutionnel européen. Par ailleurs, après le départ du Royaume-Uni, les locuteurs de langues romanes (portugais, espagnols, français, italiens, roumains) sont  majoritaires relativement aux germaniques (néerlandais, luxembourgeois, allemands, autrichiens, danois, suédois). Le latin contemporain conserve toujours un certain nombre de promoteurs.

#### Intercompréhension
D'autres solutions sont proposées pour rendre l'intercompréhension possible dans un environnement polyglotte, sans pour autant exiger de chacun une parfaite maîtrise de plusieurs langues. Bernard Cassen du Monde diplomatique évoque la possibilité d'enseigner l'intercompréhension au sein d'une famille linguistique. Un tel enseignement serait léger et, entre les langues de la famille romane, rendrait intercompréhensibles 1,3 milliard d'êtres humains (principalement entre hispanophones, lusophones et francophones).
Dans l'Union Européenne, on peut identifier trois grandes foyers d'intercompréhension :
- les locuteurs de langues romanes : espagnol, portugais, français, occitan, catalan, italien, roumain…
- les locuteurs de langues germaniques : néerlandais, allemand, danois, suédois, luxembourgeois…
- les locuteurs de langues slaves : polonais, tchèque, slovaque, slovène, croate, bulgare…

Le professeur Konrad Ehlich, germaniste à l'Institut de langues de l'Université de Munich, soutient aussi la possibilité d'enseigner les langues de manière passive, de telle sorte que chacun puisse s'exprimer dans sa propre langue tout en comprenant quand l'autre parle dans la sienne.
Cette intercompréhension est utilisée notamment par les couples binationaux. C'est une idée dont il faudrait étudier la viabilité à grande échelle[réf. nécessaire], y compris pour une langue comme le français ayant fortement dévié du latin. Une objection importante est qu'elle suppose que la majorité des échanges se feront à l'intérieur d'une famille linguistique. Le phénomène de mondialisation tendant au contraire à multiplier aléatoirement les échanges interculturels, les membres d'une famille linguistique sont amenés à échanger avec des membres d'une autre famille.
Ce scénario ne semble donc pas à lui seul en mesure de freiner la tendance au tout-à-l'anglais, et devrait donc faire l'objet d'une politique linguistique concertée, ce qui n'est pas actuellement à l'ordre du jour. Il présente également l'inconvénient de minorer un certain nombre de groupes linguistiques (groupe finno-ougrien, groupe gaélique, groupe hellénique…).

## Sources

## Compléments